# Smile Safari
Smile Safari is een Instagram- en TikTokmuseum in het Anspach winkelcentrum in Brussel waar bezoekers kunnen poseren met een diversiteit aan achtergronden voor ludieke foto's die op sociale media gebruikt kunnen worden.
Het museum wordt aangeprezen als het grootste Instagram- en TikTok-museum in Europa. Het is "een Disneyland voor de Instagram-generatie", aldus Hannes Coudenys, de initiatiefnemer van het museum. Qua grootte heeft het echter concurrentie van The Upside Down in Amsterdam.

## Historiek
Kunstenaars, merken en influencers hebben door hun zoektocht naar de perfecte foto een verhoogde aandacht in de omgeving gecreëerd, zodat een plek waar men selfies kan maken in kant-en-klare decors onvermijdelijk lijkt te zijn geworden.Coudenis ontdekte het concept bij een warenhuis van Paul Smith in Los Angeles, waar hij mensen in de rij zag staan, niet om de winkel in te gaan, maar om selfies te schieten met de roze gevel van het warenhuis als achtergrond. Het eerste museum in de VS werd in de herfst van 2019 geopend. Dit fenomeen spreidde zich in de Verenigde Staten met popup-musea in de vrijwel alle grote steden aldaar. Het succes leidde binnen een jaar tot een try-out in Tour & Taxis in Brussel. Ook daar was het succesvol met een kleine 30.000 bezoekers in drie maanden tijd. Daarom is in de Anspach galeries een permanente locatie gebouwd.
In 2020 werden aanpassingen in het museum aangebracht zodat het geschikter was om naast foto's ook video's te maken. Hiermee zou de Tiktokkers van hun gading voorzien worden, want veel jongeren zouden van Instagram naar Tiktok verhuisd zijn.
Door het aanhoudende succes is het museum uitgebreid met een branche in het Franse Rijsel (2021) en een pop-up-museum in het Westvlaamse Kortrijk (2020-2022). In 2022 is in Wijnegem wederom een nieuwe branch geopend.

## Galerij

Enkele van de selfiehoekjes in het museum
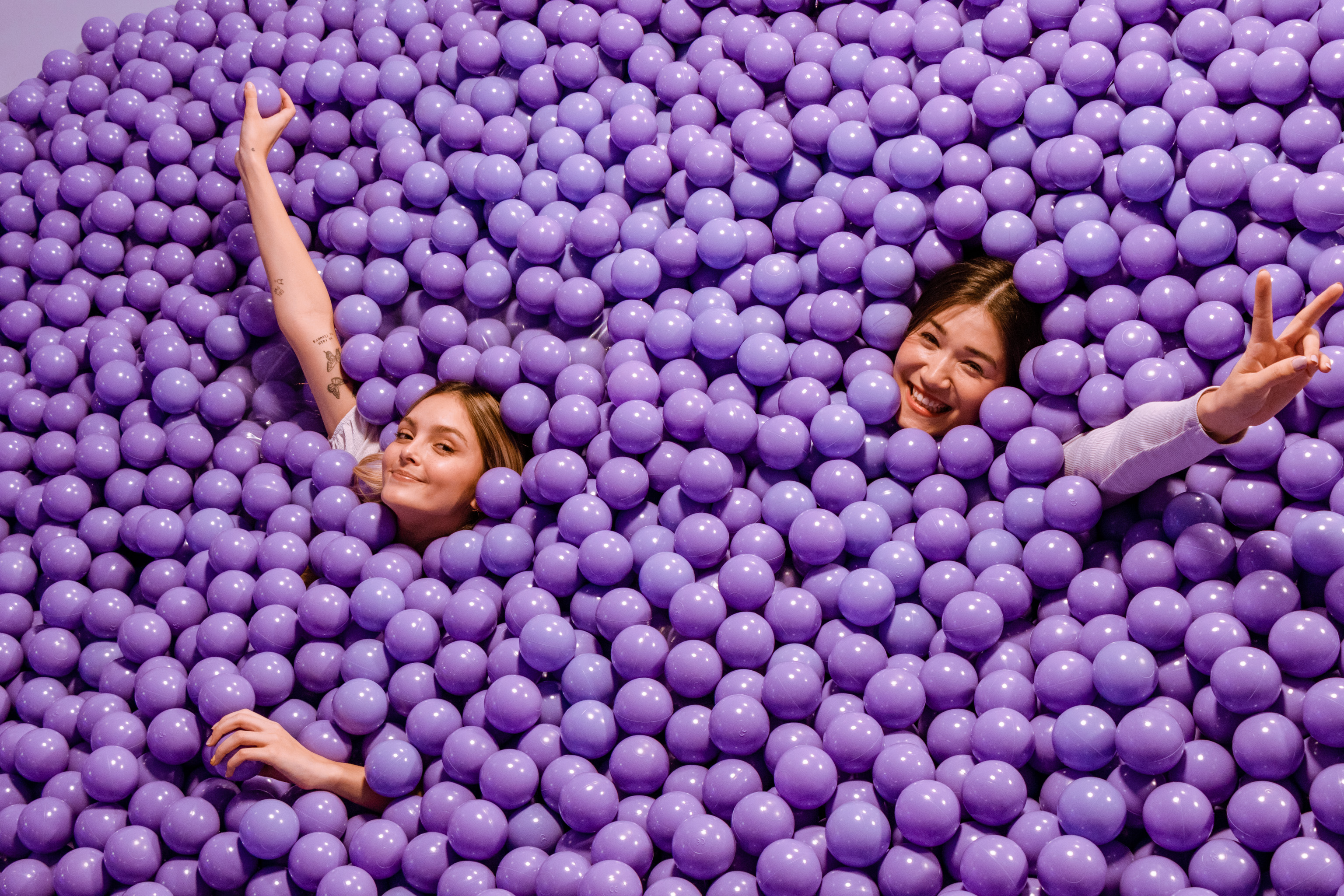
Ballenbad
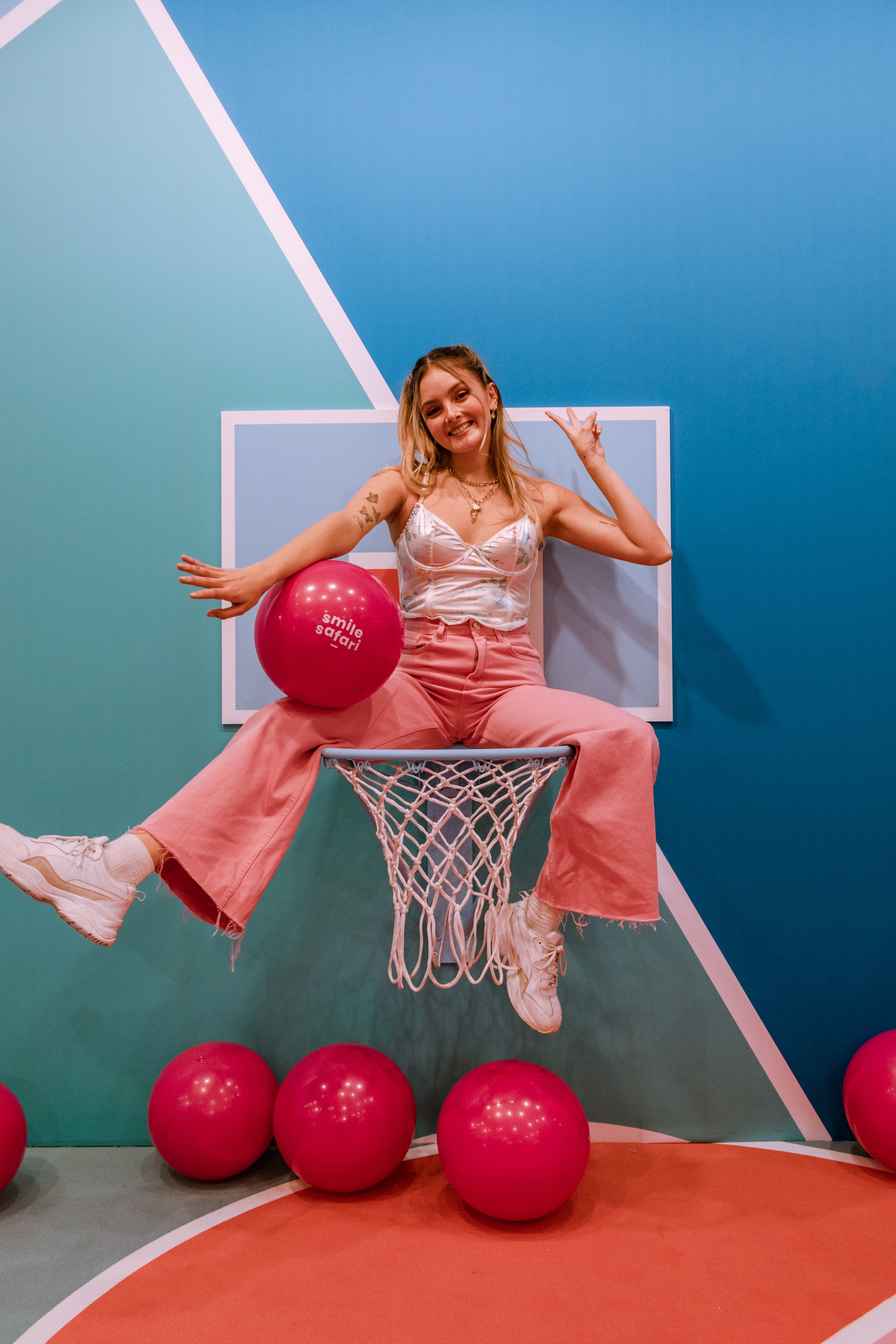
Basketbal
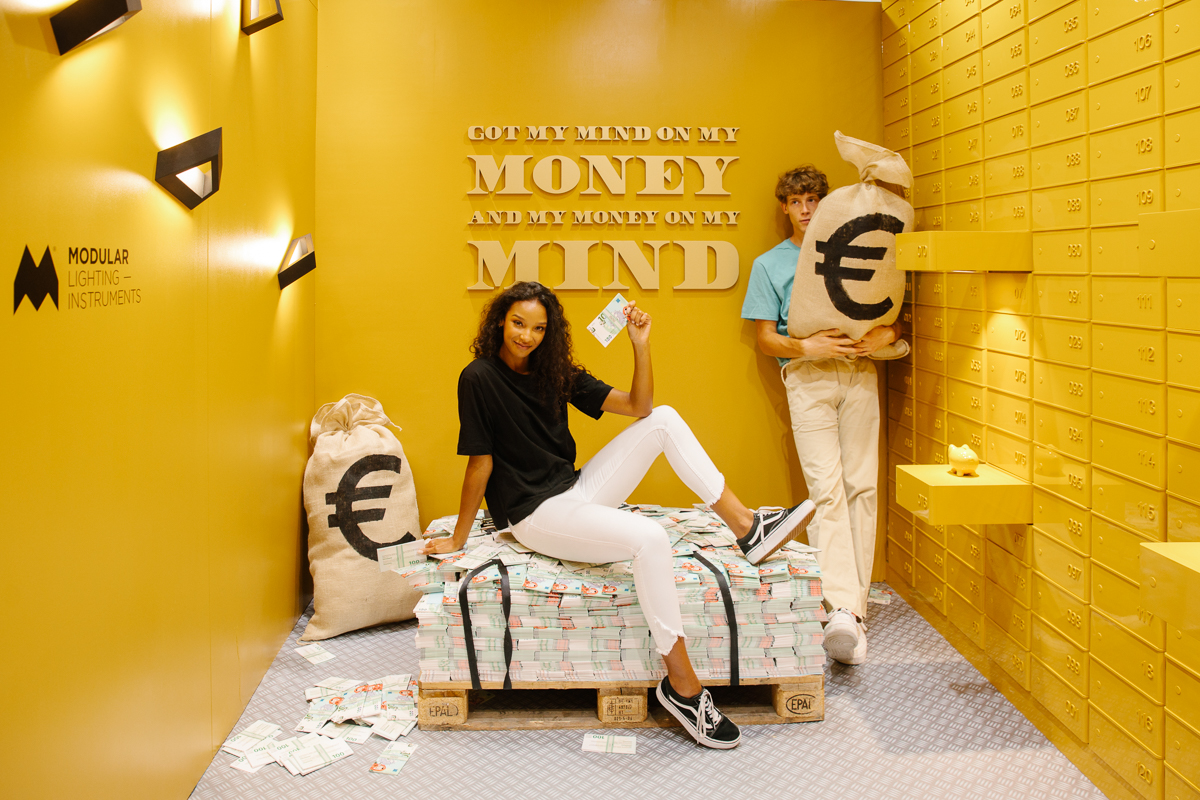
Goudkluis
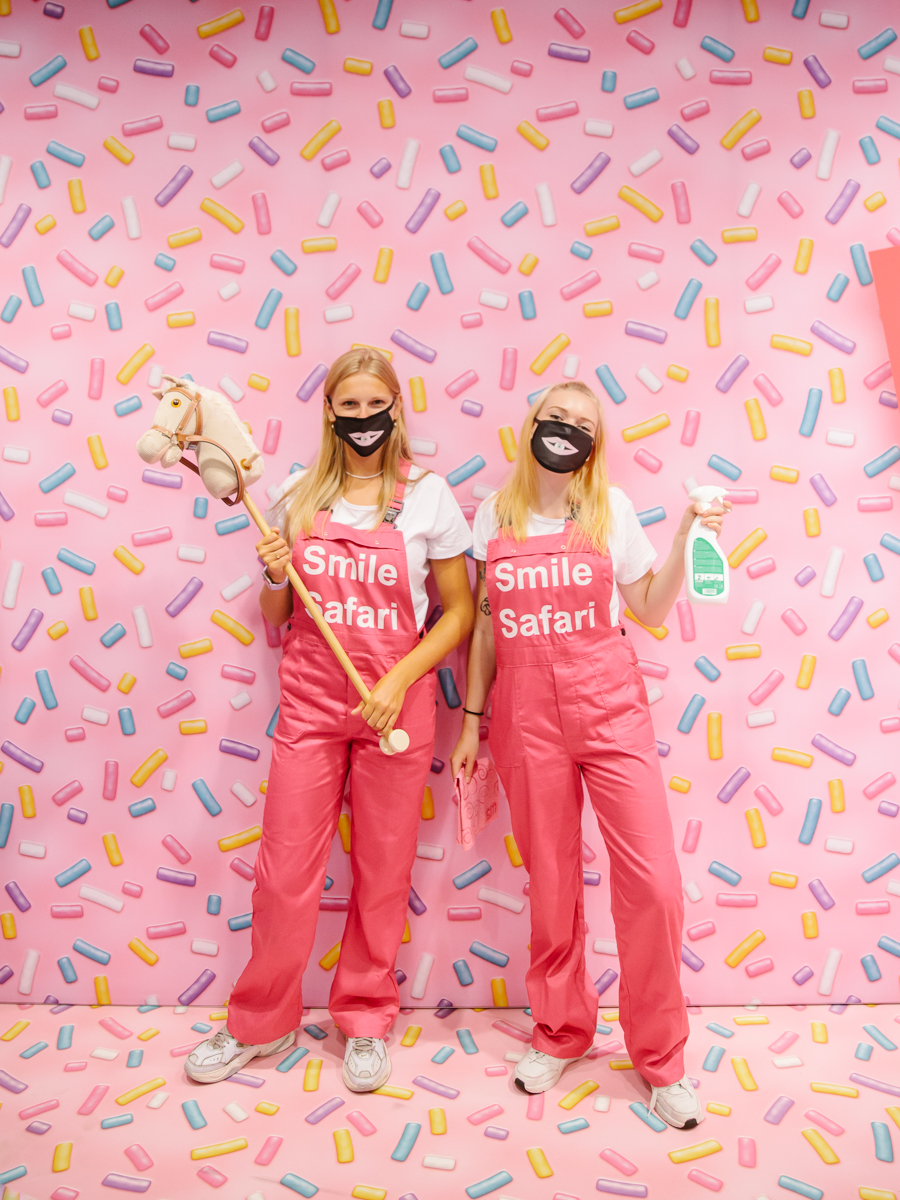
Schoonmaakgekte
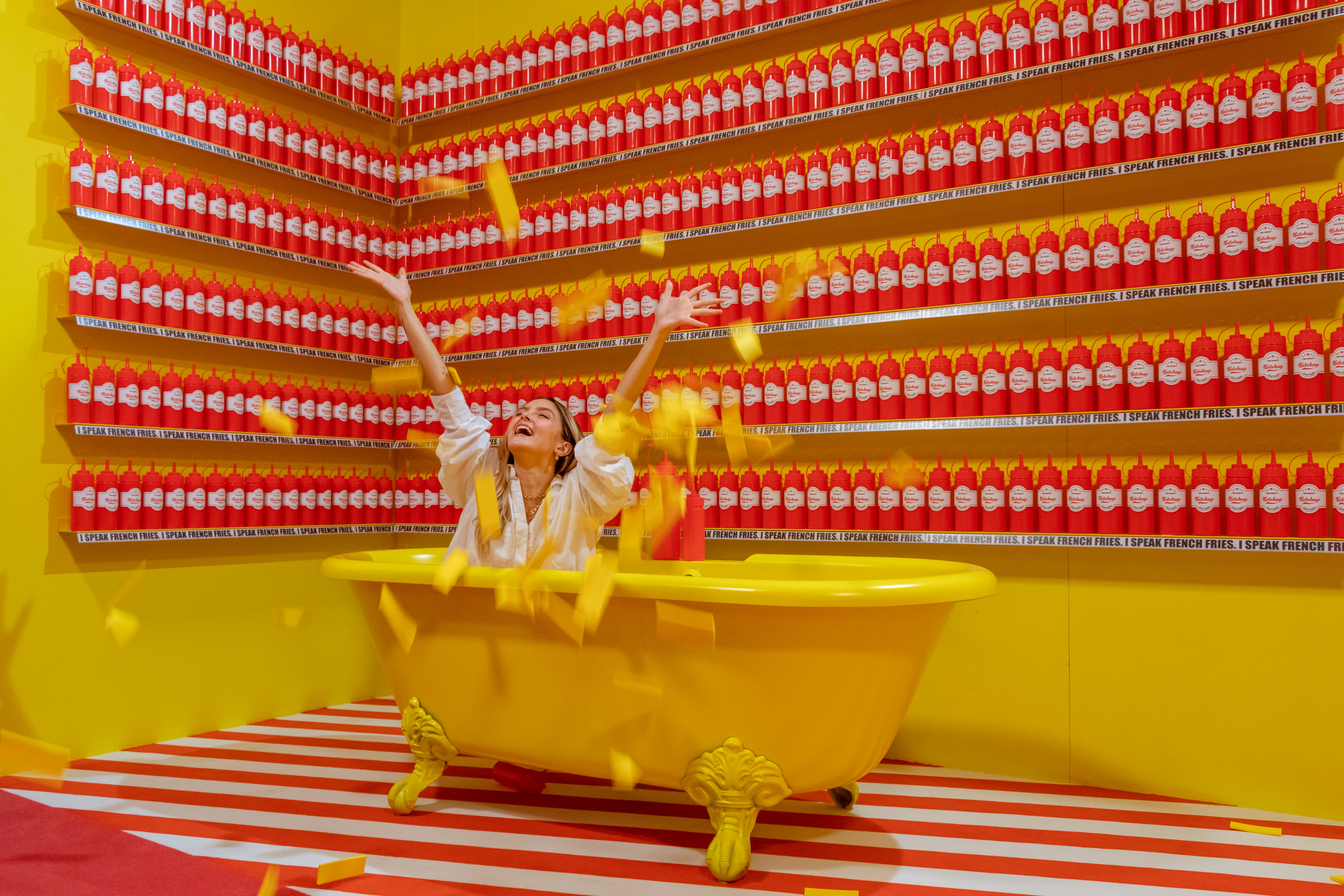
Zwemmen in het geld
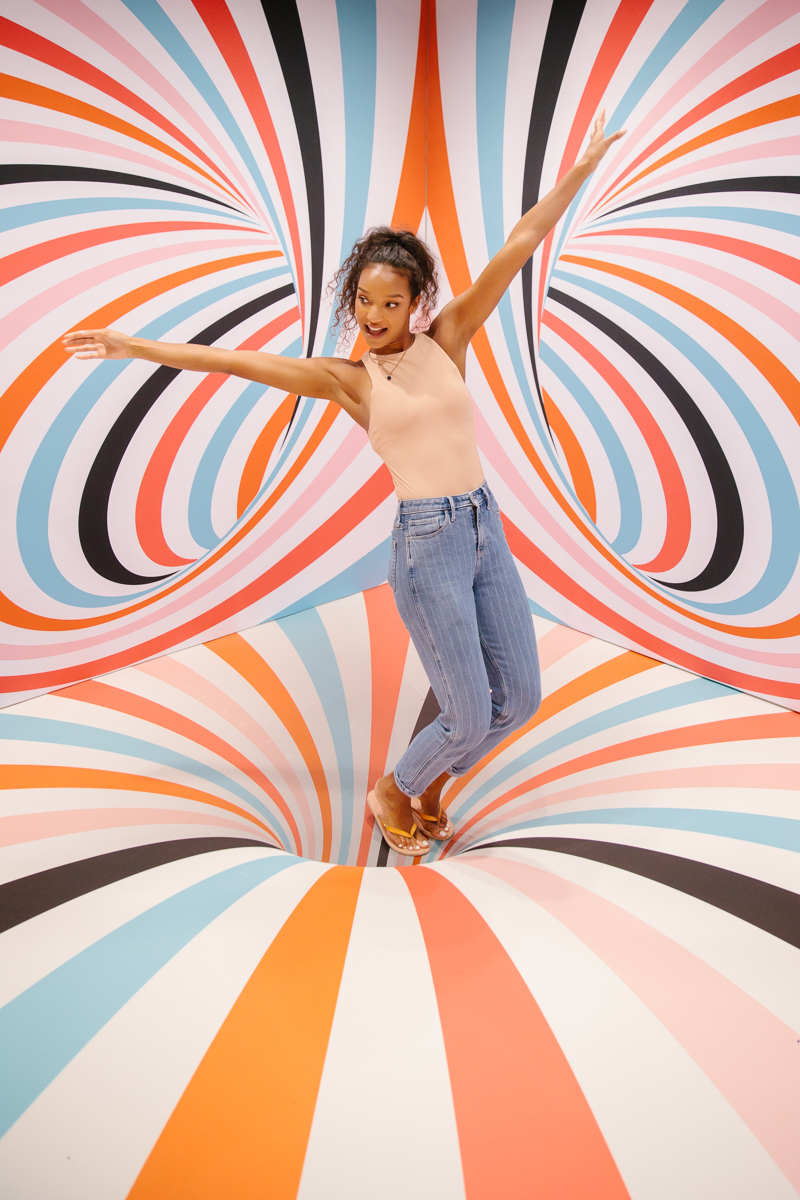
Illusionaire val